# 韦廉
韦廉（1945年2月—2023年1月1日），上海人，中国电影导演。

## 生平
1973年，从北京电影学院导演系毕业的韦廉被分配到八一电影制片厂故事片部工作，先后当了五年场记和五年副导演，後來成為八一电影制片厂故事片部一级导演，中国电影文学学会会员，第十届全国政协委员。代表作有《大决战之平津战役》、《大转折》、《大进军》、《太行山上》、《毛泽东在才溪》、《道是无情胜有情》等。他曾获得1997年中国电影华表奖优秀导演奖，還獲得過中国电影金鸡奖最佳导演奖、中国电影华表奖优秀故事片奖、百花奖最佳故事片奖等奖项。